# Écoute ce disque
Albums de Sheila
Le sifflet des copains - L'école est finie
(1963) Tous les deux - Le folklore américain
(1965)
Écoute ce disque est le deuxième album studio (et une chanson) de Sheila sorti en 1964.
La dédicace suivante est mentionnée en exergue au verso de la pochette de l'album : « Écoute ce disque et il te dira non ne sois pas triste, je suis près de toi. Sheila ».
La photo de la pochette est de Jean-Jacques Damour ; la voiture de Sheila sur cette photo est une Renault 4L Parisienne.
À noter qu'avant d’être réunies dans un album, les nouvelles chansons sortaient d’abord en 45 tours.

## Liste des titres
1. Écoute ce disque
2. À la fin de la soirée
3. Chaque instant de chaque jour
4. Je n'ai pas changé
5. L'ami de mon enfance
6. Hello petite fille
7. Vous les copains, je ne vous oublierai jamais
8. Un monde sans amour
9. Un jour je me marierai
10. Oui, il faut croire
11. La chorale
12. Oui c'est pour lui

Titres en bonus sur la réédition du CD français de 2010 :
1. Écoute ce disque - Stéréo
2. À la fin de la soirée - Stéréo
3. Chaque instant de chaque jour - Stéréo
4. Je n'ai pas changé - Stéréo
5. L'ami de mon enfance - Stéréo
6. Hello petite fille - Stéréo
7. Vous les copains, je ne vous oublierai jamais - Stéréo
8. Un monde sans amour - Stéréo
9. Un jour je me marierai - Stéréo
10. Oui, il faut croire - Stéréo
11. La chorale - Stéréo
12. Oui c'est pour lui - Stéréo
13. Oui c'est pour lui (version longue) - Stéréo

## Production

### France
- Édition Album original :
  - 33 tours / LP Stéréo  Philips sorti en 1964

- Réédition de l'album :
  - CD  Warner Music 51865754152 : date de sortie : 15 mars 2010.
  - 33 tours / LP Stéréo  Warner Music 825646827671 : date de sortie : 15 mars 2010.

### Étranger
- Édition Album original :
  -  Canada - 33 tours / LP Stéréo  Philips B.77.896 sorti en 1964

- Réédition de l'album :
  -  Japon - CD  Warner Music : date de sortie : 16 décembre 2016.

## Les extraits de l'album
- Oui c'est pour lui / La chorale / L'ami de mon enfance / Hello petite fille.
- Chaque instant de chaque jour / Je n'ai pas changé / Un monde sans amour / Un jour je me marierai.
- Écoute ce disque / À la fin de la soirée / Vous les copains, je ne vous oublierai jamais / Oui il faut croire.

## Reprises des chansons issues de l'album
Hello petite fille
- 1964 - Jacqueline Guy
- 1965 - Les Hightlights

Chaque instant de chaque jour
- 1965 - Dalida
- 1965 - Léo Ségarra
- 1965 - Luis Gardey (Espagne)
- 1966 - José Guardiola (Espagne)
- 1966 - Nuria Feliu (Portugal, Brésil)
- 1968 - Elvira Voca (Yougoslavie)

Un monde sans amour
- 1965 - Gilles Girard
- 1966 - André Vasseur
- 1966 - Los mustang (Espagne)

Ecoute ce disque
- 1964 - John Francis et les Relax
- 1964 - Les Missiles
- 1965 - Suzie (Denk'nur an uns beide, Allemagne)
- 1965 - Rosalia (Escucha este disco, Espagne)
- 1998 - Roudoudou (Ecoute ce scratch)

A la fin de la soirée
- 1965 - Michèle Richard
- 1965 - Sophie José

Vous les copains, je ne vous oublierai jamais
- 1964 - Tony Roman
- 1965 - Les Célibataires
- 1966 - Alice Dona
- 1967 - Pier Cadet
- 1982 - Génération 60
- 1990 - Mégatwist
- 1996 - Richard Gotainer
- 2010 - Vanessa Paradis (dans le film Thelma, Louise et Chantal)
- 2012 - Salut les copains
- 2016 - Les Goguettes en trio, mais à quatre
- 2017 - Camille Lou
- 2018 - Kids United
- 2021 - Carla Lazzari

Autres langues:
- 1964 - Wolfgang Frey (Allemagne)
- 1964 - Cindy (Danemark)
- 1965 - Los Gatos (Argentine)
- 1965 - Sonia (Espagne)
- 1981 - Mike Donath (Royaume-Uni)
- 2005 - Valéria Duran (Espagne)